# SU-85
SU-85 구축전차(Samohodnaya ustanovka 85)는 제2차 세계 대전 당시에 사용된 소비에트 연방의 구축전차로, T-34 중형전차의 차대를 바탕으로 만들어졌다. 또한, 초기 소련 구축전차는 SU-122처럼 돌격포이거나, 구축전차의 의미로 사용되는 경우가 많았는데, SU-85의 경우 후자에 속했다. 또한 "85"라는 숫자는 주포의 구경을 의미하며, 85mm M1939 대공포에서 따온 숫자이다. SU-85는 1943년에 양산을 시작하여 1944년까지 생산이 지속되었고, 전후 냉전 시대인 1950년대까지 지속적으로 사용되었다.

## 개발 역사
제2차 세계 대전 초기에 T-34나 KV-1 같은 소련 전차는 독일 전차의 어떤 종류도 공격할 수 있는 적절한 화력을 가지고 있었다. 1942년 가을부터 소련군은 독일군의 신형 전차인 티거 1을 상대해야 했다. 티거의 경우 T-34와 KV 전차들에 사용되던 76.2mm 포로는 안전한 거리에서 관통하기에 장갑이 너무 두꺼웠다. 소련 사령부는 5호 전차 판터의 개발 소식을 들었는데, 판터 전차는 티거 전차보다 더 두꺼운 장갑을 가지고 있다는 보고가 들어왔다. 이 두 전차는 모두 독일 전차의 디자인 측면에서 발전이 있었다는 것을 의미했다. 1943년 7월까지 판터는 전투에 참여하지 않았지만 독일 차량의 새로운 세대가 등장했다는 것은 소련군 역시 그들의 기갑 편제에 새롭고 더 강력한 주포가 필요하다는 것을 의미했다.
1943년 5월, 새로운 대공포에 대한 작업이 시작되었다. 군 계획자들은 바실리 그라빈 대령과 표도르 페트로프의 계획안을 바탕으로 85mm 대공포를 대전차포로 개조하는 작업을 진행했다. 페트로프의 계획안은 D-5 85mm포를 양산하는 데 기여했다. T-34나 KV-1 주포에는 너무 컸지만 SU-122 자주포의 차체는 무기의 기동성을 보장할 수 있었다. 이 주포의 형태로 인해 기획자들은 SU-85를 D-5S라 부르려고 했으며, S는 자주포를 의미했다. 우랄마쉬의 생산공장은 초기 계획안을 반발했다. 그럼에도 불구하고 우르마시의 행정부가 생산을 설득했고, 새로운 전차가 양산에 들어갔다. 이후 망원 조준경이 장착되거나 방탄 방패가 부착된 자주포가 개발되었다. 이 전차는 SU-85-II로 불렸다.

## 같이 보기
- T-34
- ASU-85
- SU-100

### 참조주
1. 1 2  “Самоходная установка СУ-85”. 《BATTLEFIELD.RU - всё о Великой Отечественной войне》.

### 서적
- Perrett, Bryan (1987). Soviet Armour Since 1945, London: Blandford. ISBN 0-7137-1735-1.
- Zaloga, Steven J., James Grandsen (1984). Soviet Tanks and Combat Vehicles of World War Two, London: Arms and Armour Press. ISBN 0-85368-606-8.